# Girolamo Cassar
Girolamo Cassar, maltsky Ġlormu Cassar (asi 1520 – asi 1592, Valletta) byl maltský architekt a vojenský inženýr, hlavní stavitel řádu johanitů, do něhož roku 1569 i vstoupil. 
Pocházel ze sicilské rodiny, která se na Maltě usadila roku 1440 a byl žákem Evangelisty Mengy. Naplánoval řadu staveb v novém hlavním městě Vallettě, např. konkatedrálu sv. Jana, Velmistrovský palác či auberges (hostinců řádu). Jeho stavby nesou znaky manýrismu.